# Living Proof
Living Proof je dvadeset i četvrti samostalni album američke pjevačice Cher te slijedi najuspješniji album njene karijere Believe i autorski album "not.com.mercial". Album je u Europi 19. studenog 2001. godine izdala izdavačka kuća WEA Records a u Sjevernoj Americi 26. veljače 2002. godine Warner Bros. Records gdje je debitirao na broju 9 billboardove top ljestvice albuma s 82.000 prodanih albuma u prvom tjednu. Album je do danas prodao preko 520.000 primjeraka u Sjevernoj Americi te preko milijun primjeraka u ostatku svijeta.

## Informacije o albumu
Prvi singl u Europi je bila pjesma "The Music's No Good Without You"  dok je u Sjevernoj Americi kao prvi singl izabrana pjesma "Song for the Lonely". "The Music's No Good Without You" je postao veliki hit diljem Europe te dao Cher čast da bude umjetnica s top 10 hitovima u 5 uzastopnih dekada. Pjesma "Song for the Lonely" izabrana je kao najavni singl u Sjevernoj Americi što je bilo potaknuto terorističkim napadima na World Trade Center u New Yorku 11. rujna 2001. godine. Pjesma je služila kao inspiracijama obiteljima žrtava te stanovnicima spomenutog grada. 
Popis pjesama varira obzirom na područje gdje je album izdan. Pjesma "You Take It All" se nalazi na europskoj verziji albuma, "When You Walk Away" se nalazi na američkom izdanju albuma dok je pjesma "The Look" na japanskoj verziji albuma. 
Popis pjesama
Originalna verzija
1. "The Music's No Good Without You" (Cher, James Thomas, Mark Taylor, Paul Barry) 4:42
2. "Alive Again" (Nick Bracegirdle, Ray Hedges, Tracy Ackerman) 4:19
3. "(This Is) A Song for the Lonely" (Taylor, Barry, Steve Torch) 4:01
4. "A Different Kind of Love Song" (Johan Aberg, Michelle Lewis, Sigurd Rosnes) 3:51
5. "Rain, Rain" (Shelly Peiken, Guy Roche) 3:34
6. "Love So High" (John Capek, Marc Jordan) 4:33
7. "Body to Body, Heart to Heart" (Diane Warren) 3:58
8. "Love Is a Lonely Place Without You" (Taylor, Barry, Torch) 3:53
9. "Real Love" (Cher, Tor Hermansen, Mikkel Eriksen, Hallgeir Rustan) 3:54
10. "Love One Another" (Billy Steinberg, Marie-Claire Cremers, Rick Nowels) 3:44
11. "You Take It All" (Stuart McLennan, Bracegirdle, Brian Higgins) 4:53
12. "When the Money's Gone" (Bruce Roberts, Donna Weiss) 3:44
13. "The Look" (Japanese bonus track) (Taylor, Barry) 4:24

Američka verzija
1. "Song for the Lonely" (Taylor, Barry, Torch) 4:02
2. "A Different Kind of Love Song" (Aberg, Lewis, Rosnes) 3:52
3. "Alive Again" (Bracegirdle, Hedges, Ackerman	) 4:19
4. "The Music's No Good Without You" (Cher, Thomas, Taylor, Barry) 4:42
5. "Rain, Rain" (Roche, Peiken) 3:34
6. "Real Love" (Cher, Rustan, Eriksen, Hermansen) 3:54
7. "Love So High" (Capek, Jordan) 4:33
8. "Body to Body, Heart to Heart" (Warren) 3:58
9. "Love Is a Lonely Place Without You" (Taylor, Barry, Torch) 3:53
10. "Love One Another" (Steinberg, Cremers, Nowels) 3:44
11. "When You Walk Away" (Warren) 4:21
12. "When the Money's Gone" (Roberts, Weiss) 3:44

Američko reizdanje
Warner Bros. Records je album reizdao u Sjevernoj Americi s radio edit verzijama pjesama "Song for the Lonely" (3:23) i "A Different Kind of Love Song" (3:33). O spomenutom reizdanju nije bilo nikakve objave.

## Produkcija
- glavni vokal: Cher
- prateći vokal: Tracy Ackerman
- prateći vokal: Clark Anderson
- prateći vokal: Sue Ann Carwell
- producent: Rob Dickins
- producent: Chapman
- producent: Stargate
- inženjer zvuka: Eric Thorenburg
- inženjer zvuka: Randy Wine
- miksanje zvuka: Björn Engelmann, Cutting Room Studios
- inženjer zvuka, producent: Nick Bracegirdle
- umjetničko usmjerenje: Jeri Heiden
- umjetničko usmjerenje: Barrie Goshko
- fotografija: Michael Lavine
- šminka: Kevyn Aucoin
- kosa: Serena Radaeli